# Atanarico
Atanarico (in gotico: Athanareiks, «re dell'anno»; ... – Costantinopoli, 31 gennaio 381) è stato un sovrano visigoto, condottiero di diverse tribù di Visigoti, stanziate tra la Moldavia e la Valacchia per circa due decenni nel corso del IV secolo e re dei Visigoti durante l'ultimo anno della sua vita.
Atanarico, secondo il Codex Vigilanus o Chronicon Albeldense, è considerato il primo re dei Visigoti.

## Biografia
Rivale di Fritigerno, altro condottiero visigoto, Atanarico fece la sua prima comparsa storica nel 369, quando affrontò, subendo una sconfitta, l'imperatore romano Valente, riuscendo poi a negoziare una pace. La pace fu negoziata su una nave in mezzo al Danubio, perché Atanarico aveva promesso di non mettere mai piede sul suolo romano.
In questo periodo i Visigoti si erano divisi in due diversi partiti, uno seguace di Atanarico, che era pagano della tradizione mitologica germana, e l'altro di Fritigerno, che probabilmente per ottenere maggior credito presso Valente, si era convertito al Cristianesimo, per la precisione al credo ariano.
Gli Unni, giunti nel frattempo in Europa e guidati dal loro re Balamir, avevano sconfitto gli Alani e sottomesso i Goti dell'Est o Greutungi, cominciarono a esercitare pressione sui confini delle terre abitate dai Visigoti; a questo punto il gruppo di Visigoti guidato da Atanarico, incalzato dagli Unni,  si ritirò in Transilvania, dopo aver perso gran parte delle sue ricchezze; questo fatto causò il passaggio di molti Visigoti dal gruppo di Atanarico a quello di Fritigerno, che implorò l'ammissione in territorio romano e riuscì a persuadere Valente a consentire a lui e alle sue genti di attraversare il Danubio e trovare salvezza nella provincia romana della Mesia.
Per circa due anni dopo la clamorosa vittoria sui Romani ad Adrianopoli, Fritigerno rimase alla guida della maggior parte delle genti visigote, ma nel 380 morì e Atanarico gli succedette e fu di fatto il primo re della nazione visigota.
Tenne testa all'imperatore Teodosio I, per alcuni mesi ma l'11 gennaio del 381, Atanarico ed alcuni dei suoi collaboratori, stanchi delle contese che continuavano a nascere tra i Visigoti, si presentò dinanzi alle mura di Costantinopoli, dove Teodosio l'accolse con pompa regale e solennemente lo accompagnò all'interno delle mura, essendo così il primo re barbaro a visitare la capitale romana.
Atanarico riuscì a negoziare una pace con Teodosio I, ed ottenne che i Visigoti divenissero alleati ufficiali di Roma, concedendo alla nuova nazione dei Visigoti una autonomia che prima mai era stata concessa alle nazioni sottomesse dai Romani.
Atanarico morì pochi giorni dopo, il 31 gennaio, e Teodosio lo fece seppellire con onori sovrani, guadagnandosi la stima anche tra i Visigoti che avrebbero preferito continuare a combattere.
La pace fu ratificata solo l'anno dopo, nel 382, da due dei nuovi capi dei Visigoti, Erivulfo e Fravita ed il trattato valse fino alla morte di Teodosio nel 395.